# Vit hibiskus
Vit hibiskus (Hibiscus waimeae) är en art i familjen malvaväxter från Hawaii.